# Santi Filippo e Giacomo (Nápoly)
A SS. Filippo e Giacomo (vagyis Santi Filippo e Giacomo) egy nápolyi templom (via San Biagio dei Librai). A szövetkereskedők építették 1593-ban. Egyike a legjelentősebb reneszánsz templomoknak a városban. Belsőjét Cestaro művei díszítik, ezen kívül figyelemreméltóak a freskói és padlóburkolata is.